# Cúp quốc gia Scotland 1933–34
Cúp quốc gia Scotland 1933–34 là mùa giải thứ 56 của giải đấu bóng đá loại trực tiếp uy tín nhất Scotland. Chức vô địch thuộc về Rangers khi đánh bại St Mirren trong trận Chung kết.

## Bán kết
| Rangers        | v | St Johnstone |
| -------------- | - | ------------ |
| James Marshall |   |              |

| St Mirren | v | Motherwell |
| --------- | - | ---------- |
|           |   |            |

## Chung kết
| Rangers                                          | v | St Mirren |
| ------------------------------------------------ | - | --------- |
| Nicholson (2) Bob McPhail Bobby Main Jimmy Smith |   |           |